# Kommunikative Wende
Unter dem Begriff „Kommunikative Wende“ werden Entwicklungen zusammengefasst, die um 1970 und in den Jahren danach zu Veränderungen in den didaktischen Konzeptionen von Deutschunterricht und von fremdsprachlichem Unterricht führten.

## Hintergründe
Ausschlaggebend für diese Entwicklungen in Schule und Unterricht waren mehrere Faktoren. Zum einen war es die Unzufriedenheit der jungen Generation mit den politischen und gesellschaftlichen Verhältnissen der späten 1960er Jahre, die 1968 in vielen Ländern zu Studentenunruhen führten, so z. B. auch in Frankreich und der Bundesrepublik Deutschland. Eine der plakativsten Parolen der Deutschen Studentenbewegung lautete damals: „Unter den Talaren – Muff von 1000 Jahren“.
Zum anderen war es in der Bundesrepublik die von Georg Picht diagnostizierte „Bildungskatastrophe“, die eine intensive Diskussion über Schule und Bildung einleitete. Picht forderte bessere Unterrichtsbedingungen für alle Schülerinnen und Schüler sowie einen verstärkten Zugang zu Gymnasien und daraus folgend mehr Abiturienten und Studierende.
Der von Picht diagnostizierte Bildungsnotstand sei vor allem auf veraltete Lehrpläne, ungenügende Schulausstattung, fehlendes Lehrpersonal und schlechte Lehrerausbildung zurückzuführen. Daraus folge ein Mangel an qualifiziertem Nachwuchs für die deutsche Wirtschaft. Parallel zu Picht forderte auch der Soziologe Ralf Dahrendorf eine Reform des Bildungswesens. Er postulierte Bildung als ein „allgemeines Bürgerrecht“ und verlangte die Umsetzung dieses sozialen Grundrechts, denn anders sei keine Chancengleichheit in der Gesellschaft möglich.

## Politik und Gesellschaft
Der damalige Bundeskanzler Willy Brandt griff diese Gedanken auf und sah in ihnen eine gesamtgesellschaftliche Aufgabe. In seiner Regierungserklärung vom 28. Oktober 1969 betonte er:

„Wir wollen mehr Demokratie wagen. Wir werden unsere Arbeitsweise öffnen und dem kritischen Bedürfnis nach Information Genüge tun. Wir werden darauf hinwirken, dass durch Anhörungen im Bundestag, durch ständige Fühlungnahme mit den repräsentativen Gruppen unseres Volkes und durch eine umfassende Unterrichtung über die Regierungspolitik jeder Bürger die Möglichkeit erhält, an der Reform von Staat und Gesellschaft mitzuwirken.“

Ein zentrales Ziel, das daraus abgeleitet werden konnte, war die gesellschaftliche Teilhabe aller durch Erlangung von kommunikativer Kompetenz. Nicht nur Willy Brandts Rede löste den damaligen Innovationsschub aus, sondern auch parallele Entwicklungen in den Sprachwissenschaften – hier besonders der Soziolinguistik – wie auch der Didaktik wirkten innovativ.

## Soziolinguistik
Hervorzuheben sind Basil Bernsteins soziolinguistische Arbeiten aus den 1950er Jahren, in denen er einen sog. schichtenspezifischen Sprachgebrauch konstatierte. Im Anschluss an seine in Großbritannien durchgeführten Untersuchungen kam er zu dem Ergebnis, dass die „working class“, also sozial eher wenig privilegierte Bevölkerungsgruppen, einen überwiegend restringierten Sprachstil (Code) pflegen. Die Mittel- und Oberschicht bediene sich hingegen eines elaborierten Stils. Während der restringierte Code kontextgebunden und damit vorhersehbar sei, sei der elaborierte Code kontextunabhängig und an der Bildungssprache orientiert.
Unabhängig davon, dass diese Thesen nicht unmittelbar auf die bundesdeutsche Gesellschaft und den deutschsprachigen Raum übertragen werden konnten, entbrannte eine Diskussion darüber, wie man mit den unterschiedlichen Sprachstilen und -niveaus in der Schule umgehen sollte. Zur Debatte standen emanzipieren, d. h. jedem Code eine gleichwertige kommunikative Funktionsfähigkeit zuzusprechen oder zu elaborieren, d. h. zu versuchen, alle Schülerinnen und Schüler auf ein standardsprachliches Niveau zu bringen. In diesem Kontext gerieten besonders Dialekte unter Druck, weil man sie – fälschlicherweise – mit dem restringierten Code gleichsetzte. William Labov stellte im Gegenzug Ende der 1960er Jahre die sog. Differenzhypothese auf, in der er die Gleichwertigkeit aller Codes betonte. Im deutschsprachigen Raum setzte sich die Orientierung am bildungssprachlichen Sprachgebrauch durch.

## Pragmatik
Eine weitere Säule der Kommunikativen Wende kann in der Entwicklung der Sprechakttheorie von John L. Austin und John R. Searle gesehen werden. Kernaussage dieser bereits in den 1950er Jahren entwickelten Theorie ist: Sprache ist Handeln, der Grundsatz der Pragmatik. Mit Sprache beschreiben wir nicht nur Gegenstände und Sachverhalte der Welt, sondern wir handeln mit Sprache, indem wir in Sprechakten z. B. fragen, bitten, informieren etc. Sprechakte bestehen aus drei Teilen: dem Gesagten (Lokution = Hervorbringen einer Äußerung), dem Getanen (Illokution = das, was man tut, indem man spricht) und dem Bewirkten (Perlokution = Ergebnis der sprachlichen Handlung). Kommunikative Kompetenz ist demnach als Sprach-Handlungskompetenz zu verstehen.

## Kommunikationsmodelle
Im deutschsprachigen Raum kommt die Rückbesinnung auf Karl Bühlers Organonmodell (1934) als weitere Quelle hinzu. In diesem Modell greift Bühler Platons Vorstellung von der Sprache als Werkzeug (organon) auf. Wenn wir sprechen, teilen wir dem Gesprächspartner nicht nur Fakten mit, sondern wir nutzen Sprache in ihren unterschiedlichen Funktionen und mit ihren verschiedenen Wirkmöglichkeiten, wie z. B. der Ausdrucks- oder Appellfunktion. Ferdinand de Saussure hatte in seinem dualen Zeichenmodell den kommunikativen Aspekt nicht thematisiert. Bühler erweiterte dessen Modell um die kommunikative Funktion sprachlicher Zeichen zwischen Sender und Empfänger.
Für die kommunikative Wende bedeutsam waren zudem die von Paul Watzlawicks (u. a.) veröffentlichten Arbeiten über die fünf pragmatischen Axiome menschlicher Kommunikation aus dem Jahr 1969. Hier findet sich auch das berühmte erste Axiom: „Man kann nicht nicht kommunizieren.“

## Kommunikation als Leitfaden für den Unterricht
Kommunikation wurde also nicht zufällig zum Leitbegriff des Deutschunterrichts um 1970. Vielmehr stützt sich die Konzentration auf kommunikative Aspekte des Sprachgebrauchs auf die oben genannten Quellen und Entwicklungsprozesse. Fortan sollten Schülerinnen und Schüler durch Sprachunterricht zur Beherrschung der deutschen Standardsprache befähigt werden. Sprachunterricht sollte dazu beitragen, die eigene Sprachverwendung analysieren, strukturieren und planen zu können. Nicht zuletzt sollte Sprachunterricht auch dazu befähigen, die sprachlichen Äußerungen anderer zu verstehen, sie beschreiben und kommunikativ angemessen mit ihnen umgehen zu können. Aus diesem Grund wurden die meisten Lehrpläne für das Schulfach Deutsch umgeschrieben. An die Stelle der formalen sprachlichen Korrektheit einer mündlichen oder schriftlichen Äußerung trat nun der kommunikative Erfolg einer solchen. Sprachlich handelnd sollten Lernende teilhaben an der Gesellschaft, in der sie leben.

## Kommunikative Wende im Fremdsprachenunterricht
Im Fremdsprachenunterricht rückte das Ziel kommunikative Handlungskompetenz Mitte der 1970er Jahre ebenfalls in den Fokus. Für das Schulfach Englisch etablierte der Fremdsprachendidaktiker Hans-Eberhard Piepho in Deutschland 1974 mit seinem Buch "Kommunikative Kompetenz als übergeordnetes Lernziel im Englischunterricht" die kommunikative Wende für dieses fremdsprachliche Schulfach. Piepho betonte darin die Bedeutung der Authentizität der Kommunikation. Während zuvor in den eher sprachsystemorientierten Methoden, wie z. B. der sog. Grammatik-Übersetzungs-Methode, die sprachliche Korrektheit als Leitziel galt, war fortan auch in der Fremdsprache der Erfolg oder auch Misserfolg einer sprachlichen Handlung – also der Sprachgebrauch – entscheidend. Die Lernenden sollten schon im Unterricht die Möglichkeit bekommen, authentisch zu sprechen und reale Sprechintentionen verwirklichen.